# LCh-Farbraum
Beim CIE-LCh-Farbraum handelt es sich um den CIELab-Farbraum, wobei anstelle der kartesischen Koordinaten a* und b*  die Zylinderkoordinaten C* (relative Farbsättigung, englisch chroma ‚Buntheit‘) und h° (englisch hue angle ‚Farbtonwinkel‘) angegeben werden. Die Farbhelligkeit L* (englisch lightness ‚Helligkeit‘) bleibt dabei unverändert. 
Für diesen Farbraum sind die vereinfachten Schreibweisen LCh, LCH und HLC (Farbton H – Helligkeit L – Sättigung C) gebräuchlich.

## Koordinatentransformation

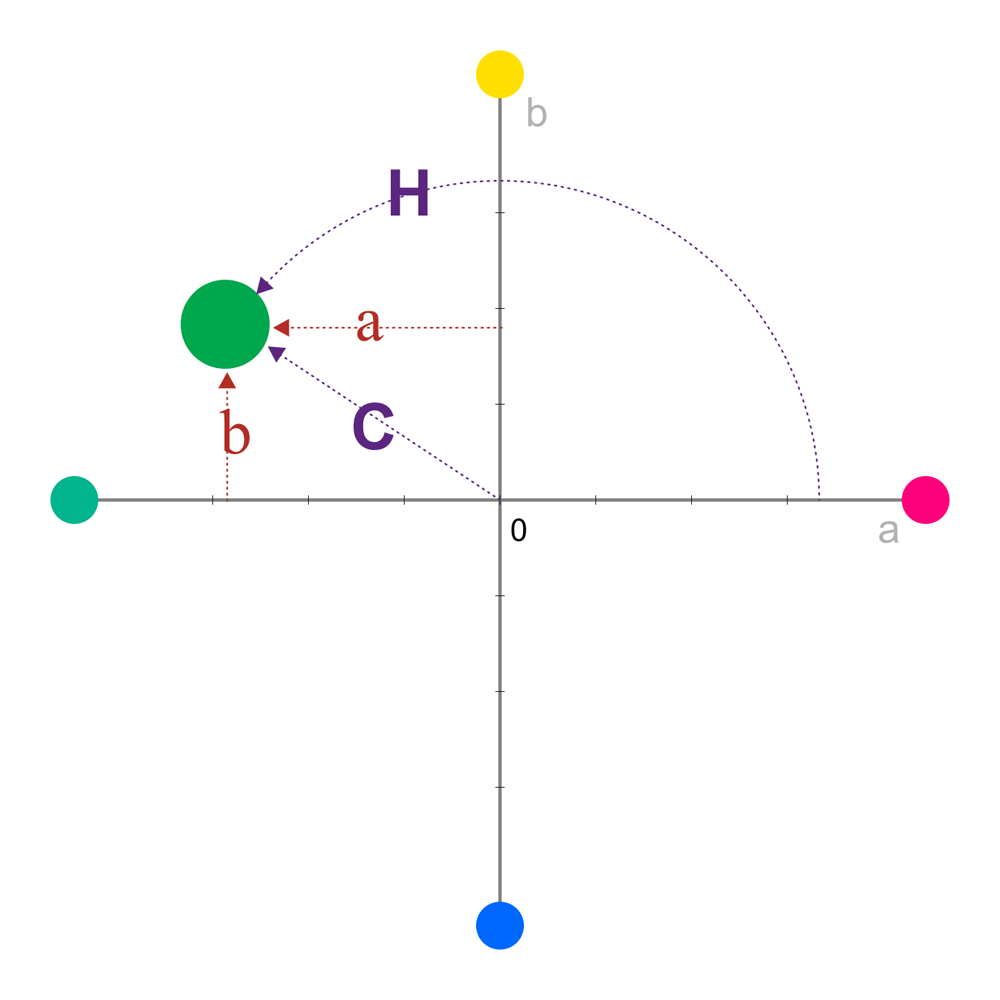
Kartesische Koordinaten a und b der beiden Farbachsen; alternativ Farbwinkel H und Vektorlänge C der Farbsättigung

Die Umrechnung von a* und  b* in C* und h° erfolgt nach folgenden Formeln:
{\displaystyle C_{ab}^{*}={\sqrt {{a^{*}}^{2}+{b^{*}}^{2}}},\qquad h_{ab}^{\circ }=\arctan \left({\frac {b^{*}}{a^{*}}}\right)}
Umgekehrt lassen sich die Polarkoordinaten in die kartesischen Koordinaten umwandeln:
{\displaystyle a^{*}=C_{ab}^{*}\cdot \cos(h_{ab}^{\circ }),\qquad b^{*}=C_{ab}^{*}\cdot \sin(h_{ab}^{\circ })}
Der Wert für die Helligkeit L* bleibt bestehen.

## Abgrenzung
Der LCh-Farbraum ist nicht identisch mit dem HSV-, dem HSL- oder dem HSB-Farbraum. Deren Werte können zwar ebenfalls als Basisfarbe H, Sättigung S und Helligkeit eines Farbtons interpretiert werden, gehen aber aus einer Polarkoordinatentransformation des technisch definierten RGB-Farbraums hervor und sind daher nur wenig wahrnehmungsbezogen.
Beispielsweise sind H und h nicht identisch, da der HSL-Raum als Grundfarbe drei Farben verwendet (additive Primärfarben Rot, Grün, Blau mit Farbtonwinkel H = 0°, 120°, 240°), das LCh-System aber vier Farben (farbphysiologischen Elementarfarben Rot, Gelb, Grün, und Blau mit h= 0°, 90°, 180°, 270°). h=0 ist bei unbunten Farben auf der Grauachse der Fall.